# Martin Hairer
Martin Hairer FRS [maʁtiːn haɪ̯ʁɐ] (sinh ngày 14 tháng 11 năm 1975) là một nhà toán học quốc tịch Áo và Anh làm việc trong lĩnh vực giải tích ngẫu nhiên, đặc biệt là các phương trình đạo hàm riêng ngẫu nhiên. Ông hiện là Giáo sư Toán học Hoàng gia tại Đại học Warwick và trước đây đã giữ một vị trí tại Viện Courant thuộc Đại học New York. Năm 2014, ông được trao huy chương Fields cùng 3 nhà toán học khác.

## Tiểu sử
Hairer sinh tại Geneva, Thụy Sĩ. Ông nhập học tại Trường Claparède Geneva và tốt nghiệp trung học năm 1994. 
Ông đã tham gia vào một cuộc thi khoa học  một phần mềm chỉnh sửa âm thành sau này được phát triển thành thành phần mềm Amadeus, và sau đó tiếp tục duy trì phần mềm này bên cạnh công việc nghiên cứu khoa học.
Sau đó ông vào học tại Đại học Geneva, nơi ông nhân bằng cử nhân Toán vào năm 1998, thạc sĩ Vật lý cùng năm và bằng tiến sĩ Vật lý dưới sự hướng dẫn của Jean-Pierre Eckmann vào năm 2001.

## Nghiên cứu
Hairer nghiên cứu tích cực trong lĩnh vực phương trình đạo hàm riêng ngẫu nhiên, và đặc biệt là giải tích ngẫu nhiên và động lực học ngẫu nhiên nói chung. Ông nghiên cứu các dạng khác nhau của định lý Hörmander, hệ thống hóa sự xây dựng các hàm Lyapunov cho các quá trình ngẫu nhiên, phát triển lý thuyết tổng quát về tính ergodic của quá trình phi Markov, các phương pháp giải tích nhiều cấp độ, lý thuyết đồng nhất hóa, lý thuyết lấy mẫu đường cong and lý thuyết các đường cong thô, và vào năm 2014 là về lý thuyết các cấu trúc đều.